# Оздеш, Кемаль
Кемаль Оздеш (тур. Kemal Özdeş; род. 10 мая 1970 или 10 марта 1970, Маниса) — турецкий футболист и футбольный тренер.

## Биография
Родился в 1970 году в Манисе. В 1994 году окончил Университет Маниса Джелал Баяр.
В этот же период играл за местную футбольную команду «Маниса Сюмербанкспор».

## Тренерская карьера
Тренерскую карьеру начал в 1995 году, работая помощником главного в клубе «Бергама Беледиеспор». Затем занимал аналогичные должности в ряде других турецких команд. Работал под началом таких турецких тренеров, как Тевфик Лав и Эрсун Янал. 
В конце сезона 2003/04 возглавил клуб Суперлиги «Коньяспор». Первой официальной игрой в этой должности для него стал домашний поединок против «Бешикташа». В шести играх под руководством Оздеша в чемпионате «Коньяспор» одержал по две победы, две ничьи и два поражения.
В 2010 году Оздеш возглавил юношескую сборную Турции (до 19 лет), которая под его началом в 2011 году выступала на чемпионате Европы в Румынии, где не вышла из группы.
Перед началом сезона 2011/12 Кемаль Оздеш был назначен главным тренером клуба Суперлиги «Манисаспор». 24 января 2012 года подал в отставку на фоне десятиматчевой безвыигрышной серии команды в чемпионате (хотя ранее, после 12-го тура, «Манисаспор» занимал третью строчку в Суперлиге). 
Летом 2013 года вновь возглавил «Манисаспор», приведя его к итоговому седьмому месту в Первой лиге. Летом 2014 года заключил контракт с «Генчлербирлиги», но контракт был расторгнут тогда же из-за спора тренера с руководством по поводу переходов игроков.
30 ноября 2014 года Оздеш получил должность главного тренера находящегося на последних местах турнирной таблицы Суперлиги «Балыкесирспора». Оздеш не смог помочь клубу выправить ситуацию и 26 апреля 2015 года подал в отставку. 
1 октября 2015 года возглавил команду Первой лиги «Каршияка». Спустя 2,5 месяца клуб освободил его от занимаемой должности.
16 сентября 2016 года Кемаль Оздеш был назначен на пост главного тренера клуба Суперлиги «Касымпаша».
27 декабря 2024 года возглавил «Анкарагюджю». Перед назначением команда занимала в Суперлиге 8 место с 23 очками. 11 февраля 2025 года «Анкарагюджю» и Оздеш по взаимному соглашению расторгли сотрудничество.